# LP-SDRAM

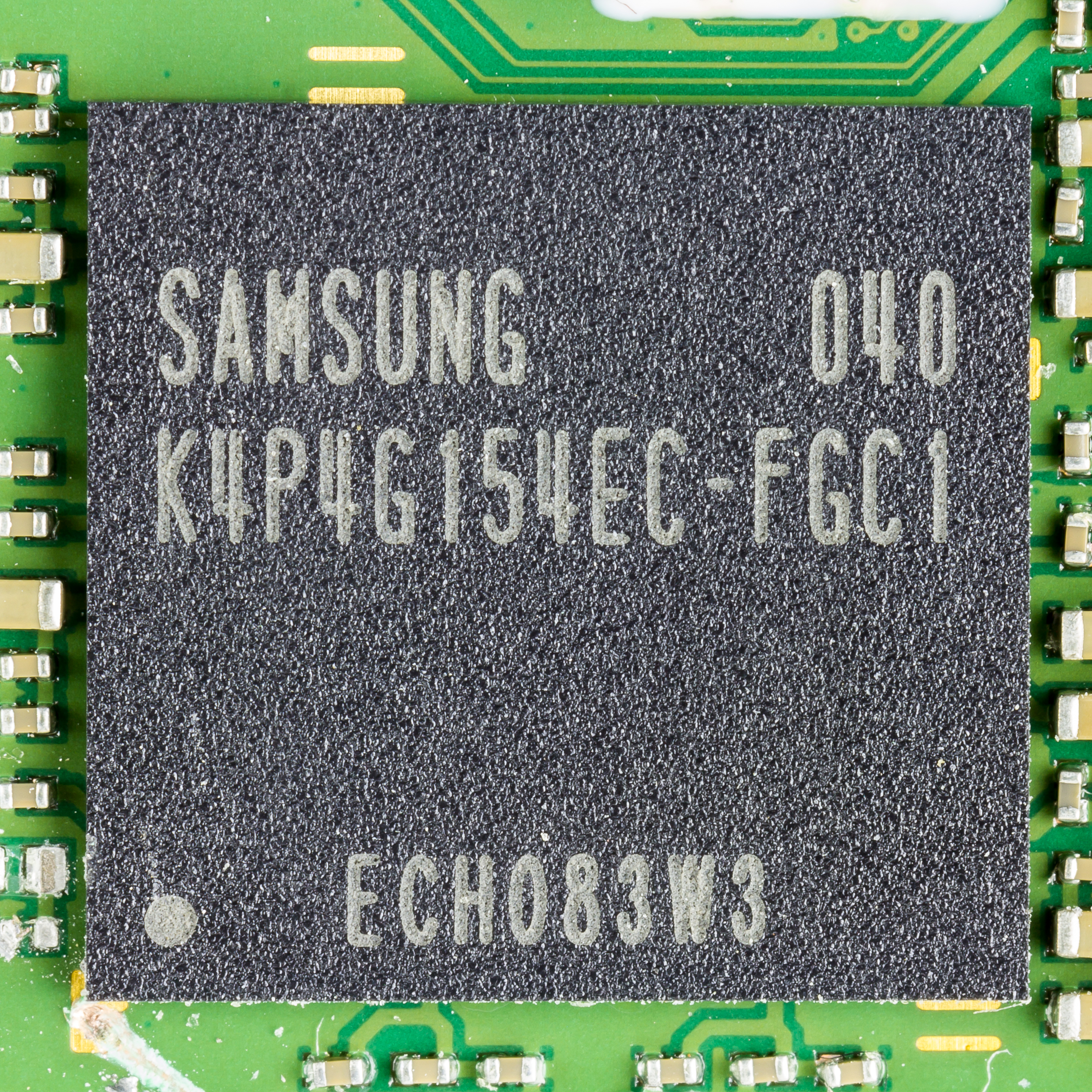
LP-SDRAM vom Typ LPDDR2

LP-SDRAM, ausgeschrieben Low Power SDRAM (engl.: Niedrigenergie-SDRAM), auch als Mobile-RAM bezeichnet, ist ein speziell entwickelter SDRAM für den mobilen Einsatz in Smartphones, Notebooks und PDAs.
LP-SDRAM ist auf der Hauptplatine verlötet und bietet insbesondere bessere Eigenschaften beim Standby und dem Aufwachen daraus. Es handelt sich bei LP-SDRAM um eine andere Technologie als die, die bei SDRAM-Steckmodulen verwendet wird – auch solchen, die optional mit niedrigerer Spannung betrieben werden können und vor allem als SO-DIMMs der dritten DDR-Generation unter dem Namen PC3L/DDR3L 1,35 Volt weite Verbreitung im Notebook- und SFF-Segment fanden.
| LP-DDR                   | 1            | 1E           | 2            | 2E           | 3            | 3E           | 4           | 4X          | 5            | 5X           | 6                                               |
| ------------------------ | ------------ | ------------ | ------------ | ------------ | ------------ | ------------ | ----------- | ----------- | ------------ | ------------ | ----------------------------------------------- |
| Speichertakt (MHz)       | 200          | 266,7        | 200          | 266,7        | 200          | 266,7        | 200         | 266,7       | 400          | 533          | 2667                                            |
| Prefetch                 | 2n           | 2n           | 4n           | 4n           | 8n           | 8n           | 16n         | 16n         | 16n          | 16n          | 32n                                             |
| T/O-Takt (MHz)           | 200          | 266,7        | 400          | 533,3        | 800          | 1067         | 1600        | 2133        | 3200         | 4267         | 8.800–14.440                                    |
| Transferrate (MT/s)      | 400          | 533.3        | 800          | 1067         | 1600         | 2133         | 3200        | 4267        | 6400         | 8533         | 17.600                                          |
| Spannungs versorgung (V) | 0 1,8 V      | 0 1,8 V      | 0 1,2 1,8    | 0 1,2 1,8    | 0 1,2 1,8    | 0 1,2 1,8    | 0 1,1 1,8   | 0,6 1,1 1,8 | 0,5 1,05 1,8 | 0,5 1,05 1,8 | VDD2C: 1.0 V / VDD2D: 0.875 V / VDDQ: 0.3–0.5 V |
| Befehls-/Adressbus       | 19 bits, SDR | 19 bits, SDR | 10 bits, DDR | 10 bits, DDR | 10 bits, DDR | 10 bits, DDR | 6 bits, SDR | 6 bits, SDR | 7 bits, DDR  | 7 bits, DDR  | 4 Bit pro Sub-Channel (2×12 DQ + 4 CA)          |

Bei ansonsten gleichen Spezifikationen, z. B. beim Speichertakt oder der Datenübertragungsrate, hat LP-SDRAM eine von 3,3 auf 1,8 Volt reduzierte Versorgungsspannung in der ersten Generation und einen speziellen Deep-Power-Down-Modus und führt bei Bedarf einen Self-Refresh durch, was Mobilgeräten trotz kleiner Akkus tage- oder gar wochenlange Bereitschaftszeiten gewährt. Des Weiteren zeichnet er sich durch wesentlich geringere Bauteilabmessungen, insbesondere in der Höhe aus. Gleiches betrifft auch den „LP-DDR-SDRAM“ meist kurz LPDDR geschrieben. Weitere Entwicklungen führten nebst höheren Takt- und Übertragungsraten wie kürzeren Zugriffszeiten auch zu weiteren Reduzierungen der Versorgungsspannung. Während beispielsweise ein LPDDR3 gerade noch eine Spannung von 1,2 Volt benötigte, verabschiedete die JEDEC Ende August 2014 die Spezifikationen für LPDDR4 unter anderem mit der Vorgabe einer Versorgungsspannung von jetzt nur noch 1,1 Volt. Im Februar 2019 wurde dann dessen Nachfolger LPDDR5 festgelegt.